# Feit
Een feit is een gebeurtenis of omstandigheid waarvan de werkelijkheid vaststaat, doordat het ofwel zintuiglijk waargenomen ofwel instrumenteel gemeten kan worden.
Een feit moet met objectieve waarnemingen vastgesteld en getoetst kunnen worden (zie het artikel wetenschappelijke methode). Echter, het doen van de waarneming is subjectief en afhankelijk van persoonsgebonden factoren, zoals perspectief, voorkeur, nauwkeurigheid, tijdigheid, compleetheid en omstandigheden.
De beperkingen van de waarneming en de relativiteit van het begrip werkelijkheid bij het vaststellen van een feit zijn belangrijke onderwerpen in de filosofie. Vanuit Plato's ideeënleer gezien bestaat de werkelijkheid alleen in een Idee van de geest en is alleen een schaduw van die werkelijkheid waar te nemen. Volgens Kant wordt de voorstelling van de werkelijkheid beperkt door het kenvermogen, maar bestaat er de mogelijkheid de dingen zowel a priori door het verstand te kennen, als a posteriori door middel van de ervaring (empirisch). Volgens Husserls fenomenologie worden van de werkelijkheid alleen de verschijningsvormen (fenomenen) waargenomen. Ludwig Wittgenstein schreef in zijn Tractatus logico-philosophicus: De wereld is het geheel van feiten, niet van dingen.
Niet alleen bepaalt een feit de waarneming, ook kan een feit door de waarneming beïnvloed worden. Differentiefilosofie gaat ervan uit dat het denken de werkelijkheid onvermijdelijk vervalst, wanneer het daarop begrippen toepast. Beperkingen in de waarneming, maar ook de fysieke betrokkenheid van een waarnemer of meetapparaat kan een vertekend beeld opleveren. Onder bepaalde omstandigheden kunnen daarbij ook de eigenschappen van het waargenomen feit veranderen. Deze kennis is belangrijk bij het vaststellen van strafbare feiten, het onderkennen van self fulfilling prophecies en de acceptatie van meetgegevens bij wetenschappelijk onderzoek. In de kwantummechanica is volgens het Heisenberg onzekerheidsprincipe ook de objectieve waarneming zelf van invloed op de gemeten werkelijkheid. Hier kan niet meer gesproken worden van objectieve werkelijkheid, maar alleen van de beschrijving van waarnemingen.
Feiten staan aan de basis van kennis en kunnen door het verstand worden geordend tot een inzicht. Het begrip waarheid staat met deze zaken in nauw verband. Met hyperkritisch denken wordt elke waarheid in twijfel getrokken door te tornen aan enkele willekeurige, al of niet essentiële onderliggende feiten. Waar het volgen van deze denkmethode wordt ingegeven door politieke overwegingen kan dit ontaarden in negationisme.